# Germanística
La germanística es la disciplina que se ocupa de estudiar las humanidades, lingüística y literatura del idioma alemán; se denomina también Filología alemana o Estudios alemanes. Los que estudian esta disciplina se llaman germanistas.

## Lengua y cultura alemanas
El idioma alemán es la lengua de unos 120 millones de hablantes, que se reparte por Alemania (82,5 millones), Austria (8,3 millones), Suiza (5 millones), EE. UU. (1.382.000), Francia (1.200.000), Brasil (1 millón), Rusia (900.000), Italia (500.000), Polonia (400.000), Luxemburgo (300.000), etcétera. 

## Germanistas destacados
- Hermanos Grimm
- Karl Lachmann
- Pierre Bertaux
- Alois Haas
- Karl Pearson
- Georges Dumézil
- Edwin Gentzler
- Jean-René Ladmiral
- Rudolf Jan Slaby
- August Heinrich Hoffmann von Fallersleben

## Instituciones
El Instituto Goethe se ocupa de enseñar el alemán y la cultura alemana en el extranjero. En España tiene cuatro sedes: Barcelona, Granada, Madrid y San Sebastián. 
Se puede estudiar germanística en prácticamente todas las universidades españolas, pero solo la de Salamanca incluye la asignatura de Gótico antiguo.
Es importante la Asociación Latinoamericana de Estudios Germanísticos (ALEG), que fomenta la investigación y la enseñanza académica y realiza congresos.